# جام حذفی فوتبال ایتالیا ۲۰۰۰–۱۹۹۹
جام حذفی فوتبال ایتالیا ۲۰۰۰–۱۹۹۹ پنجاه و سومین فصل از رقابت‌های کوپا ایتالیا بود. در پایان این دوره باشگاه فوتبال لاتزیو با شکست باشگاه فوتبال اینترمیلان برای سومین بار قهرمان کوپا ایتالیا شد.